# Ель-Хама (Габес)
Ель-Хама (араб. الحامة) — місто в Тунісі. Входить до складу вілаєту Габес. Станом на 2004 рік тут проживало 34 835 осіб.